# Vir clarissimus
«Vir clarissimus» era il gradino più basso della carriera senatoriale nell'Impero romano tardo antico, ricevuto alla nascita dai figli dei senatori.
Talvolta, come nel caso del console Astirio, un senatore continuava a fare riferimento al proprio rango di vir clarissimus anche dopo essere stato elevato a ranghi più importanti, allo scopo di sottolineare il fatto di essere nato in una famiglia aristocratica.